# Günther Schartz (Politiker, 1962)
Günther Schartz (* 15. August 1962 in Onsdorf) ist ein deutscher Politiker (CDU). Er war von 2006 bis 2021 Landrat des Landkreises Trier-Saarburg.

## Leben und Beruf
Er besuchte das Gymnasium Saarburg und legte dort 1981 sein Abitur ab. Nach Ableistung des Grundwehrdienstes studierte er von 1982 bis 1988 Rechtswissenschaften an der Universität Trier mit dem Schwerpunkt Umwelt- und Planungsrecht. Während des Referendariates von 1988 bis 1991 war er u. a. beim Europaparlament, der Hochschule für Verwaltungswissenschaften in Speyer und bei einem Fachanwalt für Verwaltungsrecht in Bonn.
Von 1991 bis 1994 war er als Regierungsrat bei den Bezirksregierungen Koblenz und Trier im Bereich Bauaufsicht und Schulabteilung tätig.
Schartz ist der Sohn des Bundestagsabgeordneten Günther Schartz (1930–2007). Er lebt in Wincheringen (Kreis Trier-Saarburg), ist verheiratet und hat drei Kinder.

## Politik

### Partei
Schartz wurde 1978 Mitglied der Jungen Union und der CDU. Von 2001 bis 2005 war er Kreisvorsitzender der CDU Trier-Saarburg. Seit 2003 ist er gewähltes Mitglied im Landesvorstand der CDU Rheinland-Pfalz und seit 2007 stellvertretender Landesvorsitzender.

### Kommunales
Dem Gemeinderat Wincheringen sowie dem Verbandsgemeinderat Saarburg gehörte Schartz von 1988 bis 1994 an. Im Juni 1994 wurde er in einer Stichwahl zum Bürgermeister der Verbandsgemeinde Saarburg gewählt. Nach Ablauf der ersten Wahlperiode erfolgte seine Wiederwahl am 3. März 2002. Er war Mitglied in Fachausschüssen des Gemeinde- und Städtebundes Rheinland-Pfalz und dessen Landesausschuss.

### Landrat
Schartz war von 2006 bis 2021 Landrat des Landkreises Trier-Saarburg. Er gewann die Wahl im Herbst 2005 u. a. gegen die von der SPD nominierte Katarina Barley, und trat das Amt am 1. Januar 2006 an. Bei seiner Wiederwahl 2013 wurde er im ersten Wahlgang mit 60,57 % bei drei Gegenkandidaten wiedergewählt. Für die Wahl im September 2021 wurde er im Juni 2021 wieder von der CDU nominiert. Bei der Stichwahl am 10. Oktober 2021 verlor Schartz mit 31,73 % der gültigen Stimmen gegen seinen Herausforderer von der SPD, Stefan Metzdorf. Damit endete seine Amtszeit mit Ablauf des 31. Dezember 2021, die feierliche Amtsübergabe erfolgte am 13. Dezember.

### Bundesversammlung
Schartz war für die CDU Mitglied der 13. Bundesversammlung am 23. Mai 2009 und der 14. Bundesversammlung am 30. Juni 2010 in Berlin.

## Politische Positionen
Der Hauptbereich seiner politischen Arbeit in der Landespolitik und der CDU ist die Vertretung der kommunalen Interessen. Schwerpunkte dabei sind die kommunale Finanzausstattung und die stärkere Beteiligung der Kommunen an den sie betreffenden Gesetzesvorhaben.

## Nebentätigkeiten
Schartz ist Verwaltungsratsvorsitzender der Sparkasse Trier und Mitglied im Verwaltungsrat des Sparkassenverbandes Rheinland-Pfalz. Er ist Vorsitzender der Gesellschafterversammlung der Krankenhaus und Seniorenzentrum St. Franziskus GmbH, einer 100%igen Tochtergesellschaft des Kreises Trier-Saarburg.
Von September 2017 bis zu seinem Ausscheiden als Landrat am 31. Dezember 2021 war er Vorsitzender des Landkreistages Rheinland-Pfalz und vorher war er Vorsitzender des Finanzausschusses des Landkreistages Rheinland-Pfalz. Schartz war Mitglied des Finanzausschusses im Deutschen Landkreistag und war Mitglied des Präsidiums.
Seit 2016 ist Schartz Aufsichtsratsmitglied der RWE AG. Im Jahr 2019 erhielt er für diese Tätigkeit eine Vergütung von mehr als 100.000 Euro, im Jahr 2020 129.000 Euro. Anfang August 2021 wurde ihm die Aufsichtsratstätigkeit von der Aufsichts- und Dienstleistungsdirektion (ADD) des Landes Rheinland-Pfalz untersagt, nachdem dies unter anderem der Bund der Steuerzahler kritisiert hatte. Insgesamt verdiente Schartz mit 160.000 EUR deutlich mehr durch „Nebentätigkeiten im privaten Bereich“ als durch seine Tätigkeit als Landrat. Somit belegte Schartz 2020 den Spitzenplatz als rheinland-pfälzischer Kommunalpolitiker mit den höchsten Nebeneinkünften.

## Sonstiges Engagement
Schartz war Gründungsmitglied und 1994 sowie von 2006 bis 2017 Präsident bzw. Vizepräsident der Euregio Saar-Lor-Lux, einer Vereinigung von Kommunen in Deutschland, Luxemburg, Frankreich und Belgien.
Von 1996 bis 2008 war er Vorsitzender des Kreismusikverbandes Trier-Saarburg mit 90 Mitgliedsvereinen im Kreis Trier-Saarburg und der Stadt Trier. Im Anschluss war er bis 2017 Präsident des Landesmusikverbandes Rheinland-Pfalz mit 800 Mitgliedsvereinen.
Er ist Mitbegründer der LEADER-Aktionsgruppe Moselfranken.